# 브루스터 각

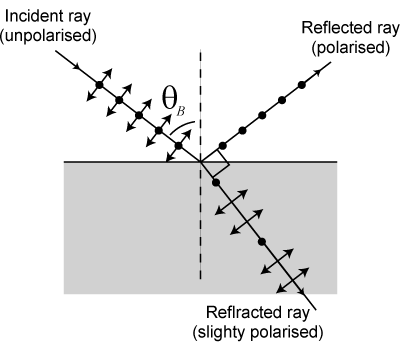
브루스터 각으로 표면에 입사된 빛의 편광.

브루스터 각(또는 편광각)은 스코틀랜드의 물리학자 데이빗 브루스터(Sir David Brewster, 1781년~1868년)의 이름을 딴 광학 현상이다.
빛이 굴절률이 다른 두 매질 사이를 지날 때, 보통 그 경계면에서 반사가 일어난다. 하지만, 어떤 편광상태의 빛이 특정한 입사각으로 입사되면 경계면에서 반사되지 않는데, 이 특정한 입사각이 브루스터 각 {\displaystyle \theta _{B}\,}이다.
이 각도에서는 편광된 빛의 전기장이 입사되는 평면과 나란하기 때문에 반사되지 않는 것이다. 이 편광상태의 빛은 p-편광(p-polarized) 상태라고 하는데, 입사되는 평면과 평행(parallel)하기 때문에 붙여진 이름이다. 빛이 입사된 평면과 수직한 상태로 편광되어 있다면 s-편광(s-polarized) 상태라고 하는데, 수직하다는 의미의 독일어 senkrecht에서 유래한 것이다. 따라서 무편광 상태의 빛이 브루스터각으로 입사되면, 반사된 빛은 항상 s-편광 상태가 된다.

## 같이 보기
- 편광
- 프레넬 공식
- 스넬의 법칙